# Rottweiler
Der Rottweiler ist eine von der Fédération Cynologique Internationale (FCI) anerkannte deutsche Hunderasse (FCI-Gruppe 2, Sektion 2.1, Standard Nr. 147).

## Herkunft und Geschichtliches

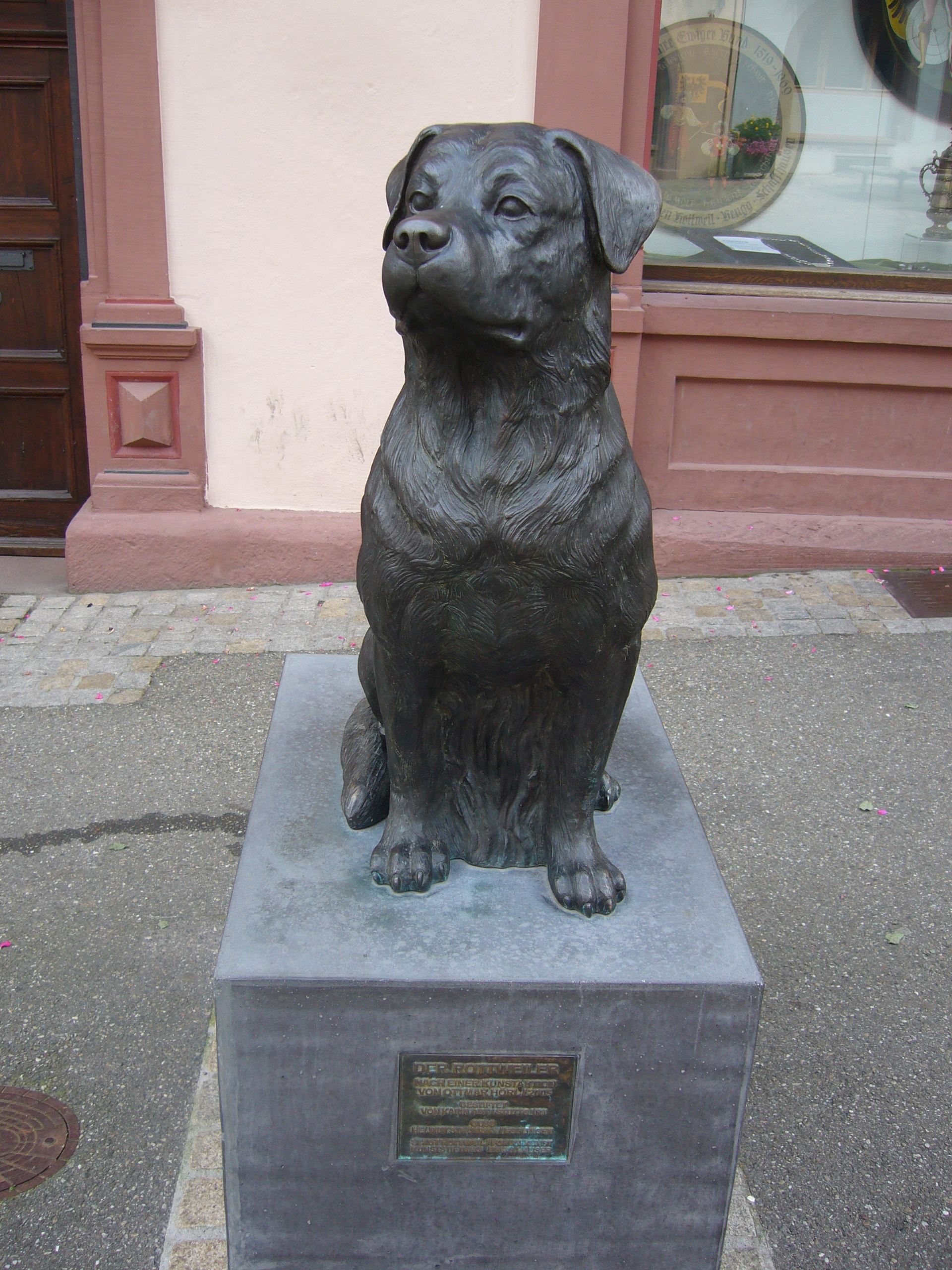
Rottweiler-Denkmal in der Innenstadt von Rottweil

Über die Herkunft des Rottweilers bestehen verschiedene Ansichten, darunter ist auch die Vermutung, dass die Urahnen der Rottweiler in den Hunden römischer Hirten zu sehen seien, denn das spätere Herkunftsgebiet der Hunde gehörte in der Antike zum Römischen Reich (siehe Dekumatland). Im Verlauf von mehreren Jahrhunderten wurden diese Hunde auf Lebenstüchtigkeit, Intelligenz, Ausdauer und Treibeigenschaften hin gezüchtet. Sie wurden somit unentbehrliche Helfer der Viehhändler und Metzger. Dieser Hund war am häufigsten in und um die damalige Reichsstadt Rottweil im heutigen Baden-Württemberg verbreitet, und so erhielt er im späten Mittelalter den Namen Rottweiler. Rottweil war im 18./19. Jahrhundert ein bedeutendes Viehhandelszentrum, von dem aus Rinder und Schafe vor allem in den Breisgau, ins Elsass, an den Bodensee und ins Neckartal getrieben wurden. Der Viehhandel lag dabei hauptsächlich in den Händen der lokalen Metzger. Sie waren es, die Rottweiler zum Bewachen und Treiben der Großviehherden einsetzten und zu diesem Zweck als Metzgerhunde züchteten. In dieser Zeit wurde die Rasse überregional bekannt.
Die ursprüngliche Aufgabe des Rottweilers, Vieh zu treiben und zu bewachen, macht ebenso wie sein Körperbau die Verwandtschaft mit den Sennenhunden deutlich. Im Laufe der Zeit wurde das Vieh aber durch das Aufkommen der Eisenbahn und anderer Fahrzeuge zunehmend auf andere Art transportiert, und der Rottweiler verlor seinen bisherigen Verwendungszweck. Zu Beginn des 20. Jahrhunderts wurde aber der Gebrauchswert dieser Rasse im Polizeidienst erprobt, und im Jahre 1910 wurde der Rottweiler als Polizei- und Militärhund anerkannt.

## Beschreibung

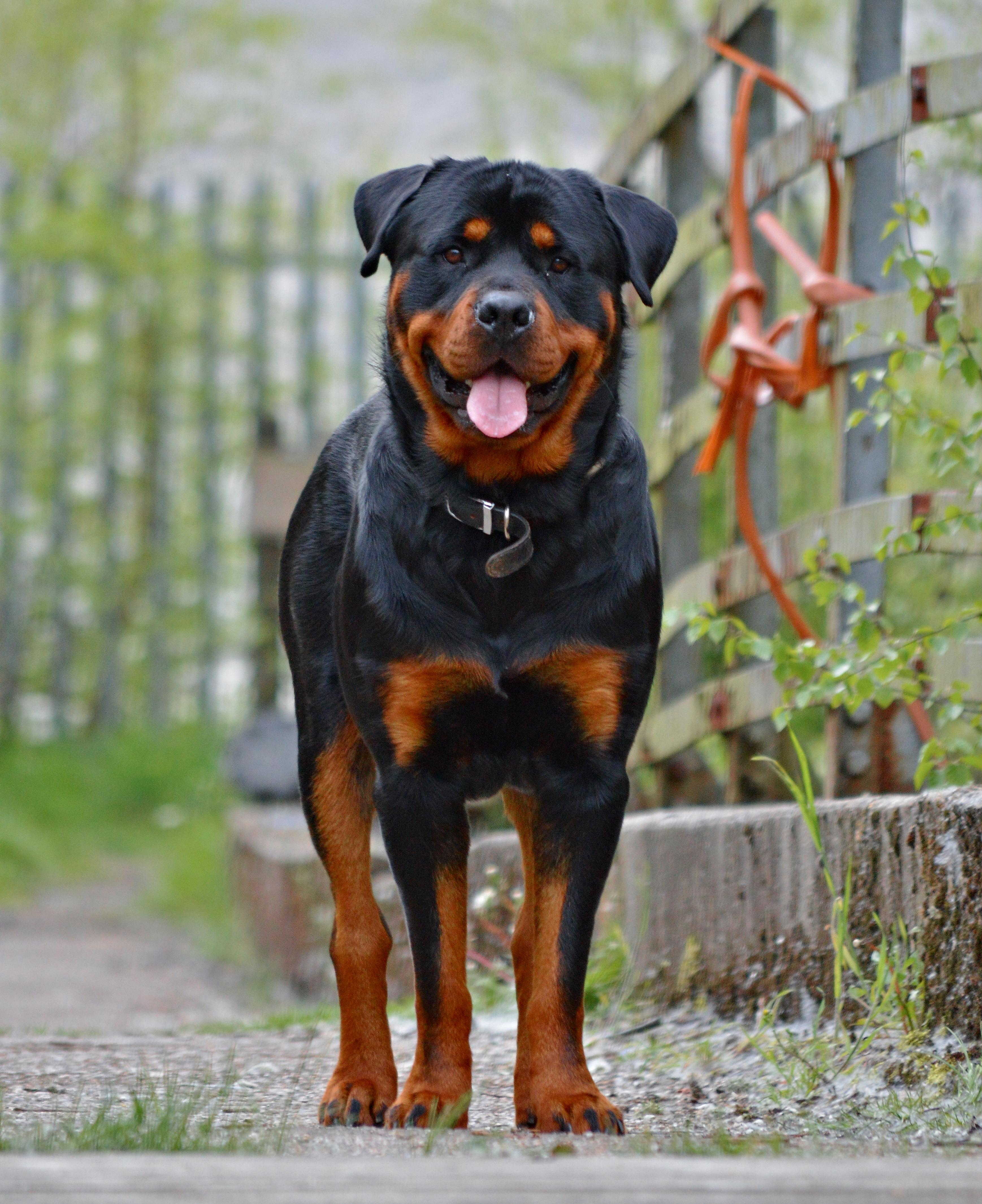
Ausgewachsener Rottweiler

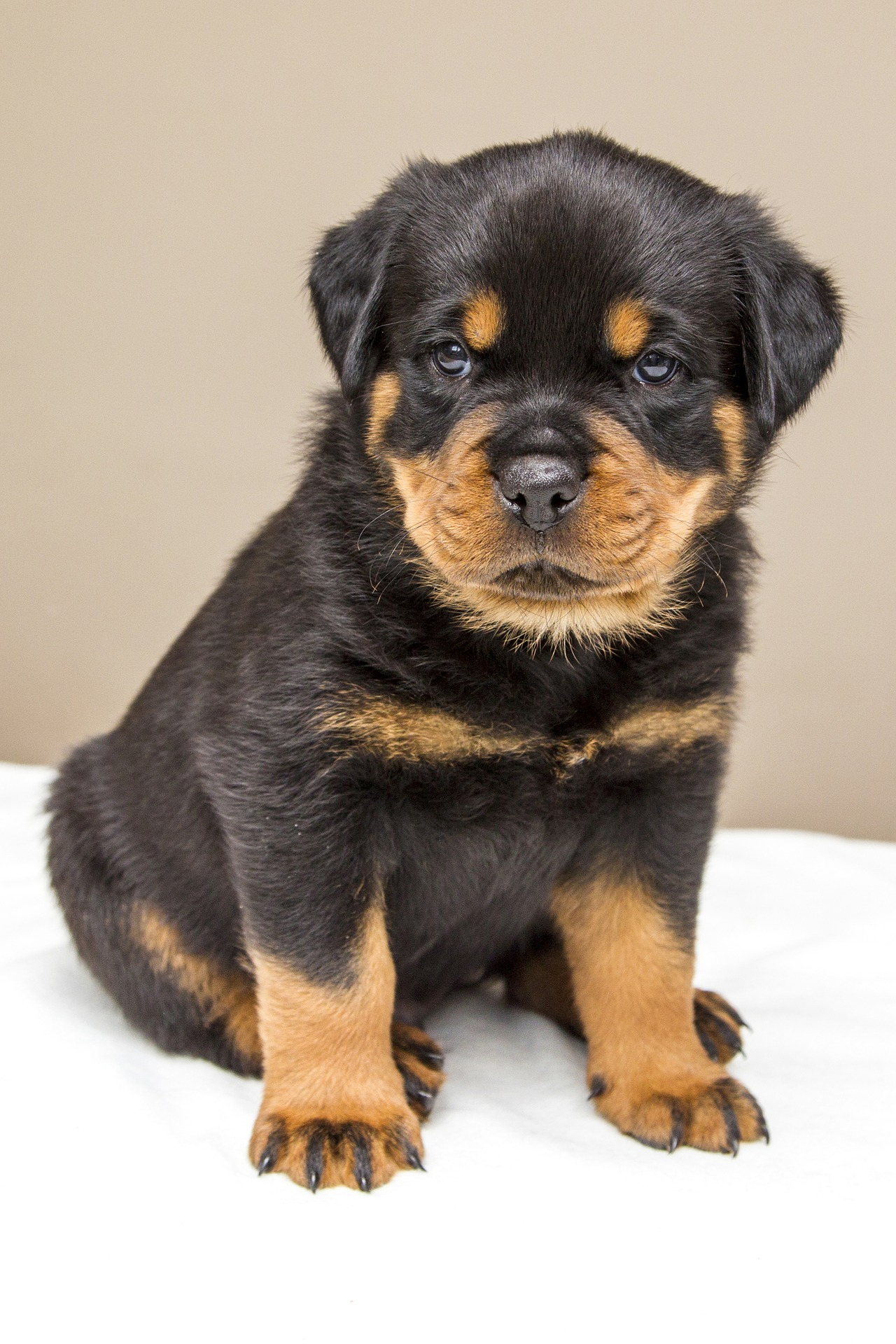
Rottweiler-Welpe

Laut Rassestandard haben Rüden eine Widerristhöhe bis 68 cm, Hündinnen bis zu 63 cm. Der Rottweiler ist ein schwerer und stämmiger Hund. Dennoch ist er laut Rassestandard „weder plump noch leicht, nicht hochläufig oder windig. Seine im richtigen Verhältnis stehende, gedrungene und kräftige Gestalt lässt auf große Kraft, Wendigkeit und Ausdauer schließen.“ Das Gewicht von Rüden beträgt ca. 50 kg, das von Hündinnen ca. 42 kg. Rottweiler haben ein kurzes schwarzes Fell mit Unterwolle, welches an den Lefzen, am Fang, an den Augenbrauen, unter der Schwanzwurzel sowie auf der Brust und an den Beinen klar abgegrenzte rotbraune Abzeichen, den Brand aufweist. Durch kräftigen Körperbau und kraftvolles Gebiss gibt er einen guten Schutzhund ab.

## Wesen
Die FCI beschreibt im Rassestandard den Charakter des idealen Rottweilers folgendermaßen: „Von freundlicher und friedlicher Grundstimmung, kinderliebend, ist er sehr anhänglich, gehorsam, führig und arbeitsfreudig. Seine Erscheinung verrät Urwüchsigkeit; sein Verhalten ist selbstsicher, nervenfest und unerschrocken. Er reagiert mit hoher Aufmerksamkeit gegenüber seiner Umwelt.“

## Rassenproblematik
Eine im Jahr 2002 veröffentlichte Schweizer Untersuchung zu medizinisch versorgten Hundebissverletzungen kommt zu dem Ergebnis, dass Hunde vom Typ Rottweiler verglichen mit ihrer Häufigkeit in der Hundepopulation überdurchschnittlich oft beißen. In einer Studie des Instituts für Tierschutz und Tierverhalten der Freien Universität Berlin wird dem Rottweiler (hinter dem Deutschen Schäferhund) verglichen mit anderen Hundearten, die nicht auf der Liste des jeweiligen Bundesland stehen, eine hohe Auffälligkeitsrate bezeugt.
Der Rottweiler wird in einigen deutschen Bundesländern als Listenhund geführt, und seine Haltung unterliegt daher in diesen Ländern bestimmten Einschränkungen. Aufgrund einer Statistik des Deutschen Städtetages von 1997 wurde der Rottweiler zum 1. November 2002 in die Kategorie II der Kampfhundeverordnung in Bayern aufgenommen und muss in bestimmten Bundesländern einen Wesenstest durchlaufen.
In Österreich steht der Rottweiler in Wien und Niederösterreich auf der Rasseliste. Daher ist ein Hundeführschein (Wien) oder ein erweiterter Sachkundenachweis (Niederösterreich) zur Haltung erforderlich. In Oberösterreich fällt der Rottweiler in die Kategorie große Hunde und seine Haltung erfordert eine Alltagstauglichkeitsprüfung, die zusätzlich zum Sachkundenachweis zu erbringen ist. In Österreich sind Rottweiler auffällig häufig in schwere oder tödliche Angriffe verwickelt.
In der Schweiz führen zwölf der dreizehn Kantone, in denen es Rasselisten gibt, den Rottweiler auf ihren Listen, die Haltung ist in diesen Kantonen bewilligungspflichtig. Die Kantone Genf, Wallis und Zürich führen den Rottweiler auf der Rassentypenliste II, damit sind Haltung, Zucht und Einfuhr verboten.

## Verwendung
Der Rottweiler gehört zu den Gebrauchshunderassen und wird dementsprechend als Diensthund bei Polizei und Militär eingesetzt. Aufgrund seiner imposanten Gestalt wird er gerne als Wachhund verwendet.

## Krankheiten
Rottweiler sind allgemein eine sehr gesunde Rasse mit nur wenigen rassetypischen Erkrankungen.
Hüftdysplasie sowie Ellenbogendysplasie sind Fehlentwicklungen der jeweiligen Gelenke, für die von einer genetischen Disposition auszugehen ist. Deshalb ist bei der Zuchttauglichkeitsprüfung das Vorliegen einer Röntgenuntersuchung vorgeschrieben.
Die Leukoenzephalomyelopathie ist eine erblich bedingte Erkrankung, die bei Jungtieren zu fortschreitenden Lähmungen führt. Sie ist unheilbar, kommt jedoch selten vor.
Die Osteochondrose ist eine Knochenläsion unterhalb des Gelenkknorpels. Ursache ist oft die hohe Belastung der Gelenkknorpel, durch Störungen der Durchblutung oft auch erblich bedingt. Die Symptome äußern sich, wegen der gestörten Ablösung der Knorpel im erkrankten Gelenk, durch unsicheres Fortbewegen.
In den letzten Jahren sind vermehrt Herzvenenverengungen bei Rottweilern aufgetreten. Vermutet wird eine erblich bedingte Beeinträchtigung des Rückflusses des Herzblutes. Zu den Symptomen gehören eine verminderte Leistung der Herzvenen, wodurch die Leistungsfähigkeit des Rottweilers eingeschränkt wird, außerdem schnellere Ermüdungserscheinungen, Herzrhythmusstörungen und mögliche Atemnot.